# ريك مولدر
ريك مولدر (بالهولندية: Rick Mulder)‏ (7 ديسمبر 1996 في هولندا - ) هو لاعب كرة قدم هولندي في مركز الوسط. لعب مع آر كي سي فالفيك.

## وصلات خارجية
- ريك مولدر على موقع قاعدة بيانات كرة القدم.إي يو (الإنجليزية)
- ريك مولدر على موقع Soccerway.com (الإنجليزية)
- ريك مولدر على موقع عالم كرة القدم.نت (الإنجليزية)